# Njabulo Blom
Njabulo Blom (Dobsonville, Sudáfrica, 11 de diciembre de 1999) es un futbolista sudafricano. Juega como mediocampista y actualmente milita en el Kaizer Chiefs de la Liga Premier de Sudáfrica. Es internacional con la Selección Sudáfrica.

## Trayectoria
Nacido en Dobsonville, Blom comenzó su carrera en Kaizer Chiefs e hizo su debut el 1 de octubre de 2019, como titular contra Lamontville Golden Arrows, antes de aparecer nuevamente con el club el 27 de octubre de 2019 contra Mamelodi Sundowns.
En enero de 2023, Blom se fue a Estados Unidos y se unió al St. Louis City SC.

## Selección nacional
Blom hizo su aparición en la Selección de fútbol sub-20 de Sudáfrica en la Copa Mundial de Fútbol Sub-20 de 2019 y la Copa Africana de Naciones Sub-20 2019.
Hizo su debut con la Selección de fútbol de Sudáfrica el 6 de septiembre de 2021 en el partido de clasificación para la Copa del Mundo contra Ghana, en la victoria en casa por 1-0. Sustituyó a Percy Tau en el minuto 77.

## Clubes
| Club                     | País           | Año           |
| ------------------------ | -------------- | ------------- |
| Kaizer Chiefs            | Sudáfrica      | 2019-2022     |
| St. Louis City SC        | Estados Unidos | 2023-         |
| Kaizer Chiefs (C cedido) | Sudáfrica      | 2024-presente |